# Parvati Thapa
Parvati Thapa (ur. w 1970 w Nepalgańdźu) – nepalska strzelczyni, olimpijka z Seulu.
Wystąpiła w jednej konkurencji na igrzyskach olimpijskich w Seulu (1988). Zajęła 43. miejsce, ex aequo z Fabienne Diato-Pasetti z Monako, w karabinie pneumatycznym z 10 metrów (375 punktów). Gorszy wynik od Thapy uzyskała tylko Jeanne Lopes z Antyli Holenderskich.
Zajęła szóste miejsce na mistrzostwach Azji w roku 1987, również w karabinie pneumatycznym.
Zdobyła srebrny medal drużynowo na Igrzyskach Południowej Azji 1991 w Kolombo.